# ГЕС Зунгеру
ГЕС Зунгеру — гідроелектростанція у північній частині Нігерії, яка станом на 2017 рік споруджується на річці Кадуна (велика ліва притока Нігеру, що відноситься до басейну Гвінейської затоки). Після завершення становитиме нижній ступінь у каскаді — після ГЕС Шіроро.
В межах проекту річку перекриють комбінованою греблею, яка включатиме ділянку з ущільненого котком бетону та кам'яно-накидну частину з глиняним ядром. Споруда матиме висоту 116 метрів, довжину 2400 метрів та утримуватиме водосховище з об'ємом 11,4 млрд м3.
Розташований біля греблі машинний зал обладнають чотирма турбінами типу Френсіс потужністю по 175 МВт, які мають забезпечити виробництво 2,6 млрд кВт-год електроенергії на рік.
Спорудження станції розпочалось у 2013 році. Станом на серпень 2017-го виконали 47 % робіт за проектом, при цьому їх завершення заплановане на 2020 рік. Будівництво веде консорціум у складі китайських компаній CNEEC та Sinohydro. Загальні інвестиції оцінюються в 1,2 млрд доларів США.
Окрім гідроенергетичної функції, комплекс забезпечуватиме захист від повеней, подовжить тривалість навігаційного періоду та довжину доступних для водного транспорту шляхів, а також створить умови для розвитку аквакультури.